# أنتوني توني
أنتوني توني (بالإنجليزية: Anthony Toney)‏ هو لاعب كرة قدم أمريكية أمريكي، ولد في 23 سبتمبر 1962 في ساليناس في الولايات المتحدة.

## وصلات خارجية
- أنتوني توني على موقع مرجع كرة القدم المحترفة.كوم (الإنجليزية)